# Thương Châu, Thương Lạc
Thương Châu (chữ Hán phồn thể:商州區, âm Hán Việt: Thương Châu khu) là một quận thuộc địa cấp thị Thương Lạc ở tỉnh Thiểm Tây, Cộng hòa Nhân dân Trung Hoa. Quận Thương Châu có diện tích 2672 km2, dân số năm 2002 là 540.000 người. Huyện này được chia ra các đơn vị hành chính gồm trấn: Thành Quan, Dạ Thôn, Kim Lăng Tự, Đại Kinh, Hắc Long Khẩu, Dương Tà và 54 hương